# Кланец при Габровки
Кланец при Габровки (словен. Klanec pri Gabrovki) је насељено место у општини Литија, Засавска регија, Словенија.

## Историја
До територијалне реорганизације у Словенији био је у саставу старе општине Литија.

## Становништво
У попису становништва из 2011. године, Кланец при Габровки је имао 34 становника.
| Број становника према пописима | Број становника према пописима | Број становника према пописима |
| ------------------------------ | ------------------------------ | ------------------------------ |
| 1991                           | 2002                           | 2011                           |
| 33                             | 37                             | 34                             |

Напомена: До 1953. исказивано под именом Кланец.